# Camille Paglia
Camille Anna Paglia (Endicott, Nueva York; 2 de abril de 1947) es una intelectual, crítica social, escritora y profesora estadounidense. Es profesora de Humanidades y de estudios sobre medios de comunicación en la Universidad de las Artes en Filadelfia. Entre otras muchas definiciones sobre su obra y pensamiento, ha sido considerada como «una feminista post-feminista», y «una de los 100 intelectuales más importantes del mundo» en 2005 por la revista Prospect del Reino Unido.

## Biografía
Paglia nació en Endicott, Nueva York, hija mayor de Pasquale Paglia y Lydia Anne Paglia (cuyo apellido de soltera es Colapietro). Sus cuatro abuelos nacieron en Italia, y su madre emigró a los Estados Unidos a los cinco años desde Ceccano, provincia de Frosinone, Lacio, Italia. La familia de su padre procedía de Avellino, Benevento y Caserta. Paglia asistió a la escuela primaria en la zona rural de Oxford, Nueva York, donde su familia vivía en una granja. Su padre, veterano de la Segunda Guerra Mundial, fue profesor en la escuela secundaria de Oxford y fomentó en su hija la afición al arte a través de los libros que llevaba a su casa sobre la historia del arte francés.
En 1957, su familia se mudó a Syracuse, Nueva York, para que su padre pudiera comenzar los estudios de posgrado; finalmente se convirtió en profesor de lenguas romances en Le Moyne College.Camille asistió a la escuela primaria Edward Smith, a la T. Aaron Levy Junior High y a la William Nottingham High School.En 1992, Carmelia Metosh, su profesora de latín durante tres años, dijo: «Le gustaba polemizar y rebatir cualquier afirmación que se hiciera en clase. Por entonces, igual que hoy día, sus observaciones eran muy buenas». Paglia menciona a Metosh en los agradecimientos incluidos en el libro Sexual Personae  y la describe como «la dama dragón de los estudios latinos, que lanzaba fuego contra los directores y las juntas escolares».
Durante sus estancias en los campamentos de verano de las Girl Scoutsen Thendara, Nueva York, empleó toda una serie de nombre, entre ellos, Anastasia (su nombre de confirmación, inspirado en la película Anastasia), Stacy y Stanley. En una ocasión, explotó una letrina después de verter demasiada cal rápida en su interior, lo que se convirtió para ella en un acontecimiento revelador: «Simbolizó todo lo que haría con mi vida y mi trabajo. Exceso, extravagancia y explosividad. Sería alguien que investigaría la letrina de la cultura, la pornografía, el crimen y la psicopatología… y arrojaría la bomba».
Paglia ingresó en Harpur College, Universidad de Binghamton, en 1964.El mismo año, el poema de Paglia «Atrofia» fue publicado en el periódico local.Según sus propias palabras, se formó con el poeta Milton Kessler, quien «creía en la capacidad de respuesta del cuerpo y en la activación de los sentidos ante la literatura… Y, oh, yo creía en eso». Se graduó en Harpur como estudiante de primer nivel en 1968. Según Paglia, mientras estaba en la universidad golpeó a un «borracho merodeador» y se enorgullece de haber sido puesta en libertad condicional por cometer 39 pequeñas infracciones.
Paglia asistió a Yale como estudiante graduada y afirma haber sido la única persona abiertamente lesbiana en la Universidad de Yale entre 1968 y 1972. En Yale, Paglia se peleó con Rita Mae Brown, a quien más tarde definió como «oscuramente nihilista», y se enfrentó a la Women's Liberation Rock Band de New Haven, Connecticut, cuando descartaron a los Rolling Stones por sexistas. 
Harold Bloom fue el mentor de Paglia. Su obra Sexual Personae se tituló inicialmente: «El sueño andrógino: la imagen de la androginia tal como aparece en la literatura y se encarna en la psique del artista, con referencia a las artes visuales y el cine».
Paglia leyó a Susan Sontag y aspiró a emular "su celebridad, su posición en el mundo de los medios en la frontera de las artes y la cultura popular". Paglia vio por primera vez a Sontag en persona el 15 de octubre de 1969 (día de la moratoria de la Guerra de Vietnam), cuando Paglia, entonces una estudiante de Yale, estaba visitando a un amigo en Princeton. En 1973, Paglia, militante feminista y lesbiana, trabajaba en su primer ensayo académico en Bennington College. Consideraba a Sontag una radical que había desafiado el dominio masculino. El mismo año, Paglia dirigió una presentación de Sontag en Dartmouth con la esperanza de llevarla para que hablara en Bennington, pero le resultó difícil encontrar el dinero para pagar la conferencia de Sontag; Paglia contó que con la ayuda de Richard Tristman, un amigo de Sontag, logró convencerla de que fuera. Bennington College acordó pagarle a Sontag 700 dólares estadounidenses (el doble de lo que generalmente ofrecían a los oradores, pero la mitad de la tarifa habitual de Sontag) por dar una charla sobre temas contemporáneos. Paglia organizó una campaña de carteles instando a los estudiantes a asistir a la conferencia de Sontag. Sontag llegó a Bennington Carriage Barn, donde debía hablar, con más de una hora de retraso, y luego comenzó a leer lo que Paglia recordaba como una historia corta «aburrida y sombría» sobre «nada» al estilo de la nueva novela francesa. Como resultado de la conferencia de Sontag en Bennington College, Paglia se desencantó con Sontag, de quien consideró que se había retirado de la confrontación con el mundo académico, y que su «desdén mandarín» por la cultura popular mostraba un elitismo que traicionaba lo expuesto en sus primeras obras, donde Sontag sugería que tanto la llamada "alta cultura" como la "baja cultura" reflejaban una nueva sensibilidad moderna.

## Obra
Paglia se hizo famosa en 1990 con la publicación de su primer libro Sexual Personae: Art and Decadence from Nefertiti to Emily Dickinson (Sexual Personae: Arte y Decadencia de Nefertiti a Emily Dickinson). El éxito de la obra le permitió escribir sobre cultura popular y feminismo en los principales periódicos y revistas del mundo.
Actualmente participa de forma esporádica en algunos debates en los que desarrolla y defiende su visión feminista, además de ser crítica con el posmodernismo.Aunque se declara atea, es muy crítica con Richard Dawkins y Christopher Hitchens.

## Vida personal
Durante más de una década, Paglia fue pareja de la artista Alison Maddex. Paglia adoptó legalmente al hijo de Maddex, nacido en 2002. En 2007, la pareja se separó pero se mantuvieron como «copadres armoniosos», en palabras de Paglia, viviendo a sólo tres kilómetros de distancia.
Paglia se identifica como transgénero y declaró que «nunca se identificó en absoluto con ser mujer».

## Obras traducidas al Español
- Vamps & Tramps. Más allá del feminismo, (título original: Vamps & Tramps, 1994) Traducido por Santiago García, Valdemar, 2001. ISBN 84-7702-348-4.
- Sexual Personae. Arte y decadencia desde Nefertiti a Emily Dickinson (título original: Sexual personae: art and decadence from Nefertiti to Emily Dickinson, Yale University Press, 1990). Traducción de Pilar Vázquez Álvarez, Valdemar, 2006. ISBN 84-7702-535-5.
- Los pájaros (título original: The Birds, 1998) Traducción de Gabriela Ventureira, Gedisa, 2006. ISBN 978-84-9784-097-2.
- Feminismo pasado y presente, (título original: Free Woman, Free Men, 2017) Traducción de Carlota Bustelo, Turner, 2018. ISBN 978-84-17141-52-3.